# Nana Caymmi
Nana Caymmi, pseudonimo di Dinahir Tostes Caymmi (Rio de Janeiro, 29 aprile 1941 – Rio de Janeiro, 1º maggio 2025), è stata una cantante brasiliana.
Per le sue sofisticate interpretazioni musicali era considerata una fra le cantanti brasiliane più espressive.

## Biografia
Nana Caymmi era la figlia maggiore del musicista Dorival Caymmi e della cantante Stella Maris Tostes. Sorella di Danilo e Dori, sviluppò sin da piccola la passione per la musica. L'atmosfera familiare la indusse a cimentarsi da bambina nel canto, per il quale utilizzò da subito un metodo al fine di valorizzare la voce profonda. A diciott’anni entrò in uno studio di registrazione per la sua prima performance a fianco del padre nel brano Acalanto, composto da Dorival per la figlia quand’era ancora una bimba; e poco prima di compiere diciannove anni firmò un contratto televisivo per il programma Sucessos musicais e successivamente per la trasmissione A canção de Nana, che condusse assieme al fratello Dori.
Dopo essersi sposata con Gilberto José Aponte Paoli si trasferì col marito in Venezuela, dove nacquero le due figlie Stella Teresa e Denise Maria e dove germogliò nella cantante la passione per il bolero. La relazione coniugale durò fino al 1965, anno in cui la coppia si separò e Nana Caymmi ritornò in Brasile. L'incisione del suo primo LP, Nana, risale al 1963. Il 1966 è l'anno in cui fece ingresso a pieno titolo nel mondo della musica brasiliana: vincitrice del I° Festival Internacional da Canção con il brano Saveiros, partecipò al programma TV Ensaio general a fianco di Caetano Veloso, Toquinho, Maria Bethânia e Gilberto Gil, e proprio con quest'ultimo si sposò e compose Bom dia, motivo che i due interpretarono al III Festival de Música Brasileira.
Dopo la separazione da Gil l'anno seguente, si esibì nello spettacolo Barroco. Nel 1970 fu in Uruguay col fratello Dori, poi con Marcos Valle a Salvador e a Rio nello spettacolo Mustang cor de sangue. Negli anni successivi alternò le esibizioni fra Argentina e Uruguay, poi a metà degli anni settanta fu in Brasile per lanciare l'album Nana Caymmi, accolto positivamente dalla critica e apprezzato da Caetano Veloso che applaudì l'interpretazione di Medo di amar, composizione di Vinícius de Moraes; due anni dopo, registrato un nuovo disco con la partecipazione del padre nella traccia Milagre, fu a fianco di Ivan Lins a inaugurare il “Projecto Pixinguinha” per il quale dette concerti in tutto il Brasile assieme al fratello Dori.
Il decennio successivo si aprì con una serie di spettacoli intitolati “Nana Caymmi e Seus Amigos Muito Especiais”, nei quali la cantante carioca si esibì con Isaurinha Garcia, Rosinha de Valença, Cláudio Nucci, Zezé Motta, Zé Luiz, Fátima Guedes, Sueli Costa, Jards Macalé e Claudio Cartier fra i tanti. I rimanenti anni ottanta la videro intercalare tournée, partecipazioni a festival, recitazioni televisive in cui la Caymmi interpretava se stessa, incisioni di dischi. Anche negli anni novanta fu impegnata in concerti in patria e all'estero, spesso a fianco dei fratelli, e in quel periodo dirottò le proprie attenzioni a favore della musica romantica e del bolero, con i suoi due maggiori successi, A noite do meu bem e Resposta ao tempo.
Spettacoli e incisioni si avvicendarono anche negli anni 2000. Sempre accanto ai fratelli, fra le altre opere Nana Caymmi pubblicò Falando de amor, nella quale ripercorreva i successi di Tom Jobim. All’opera parteciparono anche Paulo e Daniel Jobim, rispettivamente figlio e nipote del grande compositore brasiliano. Fra le molte altre registrazioni, il CD Sem poupar coração, con brani di Chico Buarque, João Donato, Dori Caymmi e Paulo César Pinheiro.
Nel 2012 festeggiò i suoi  settant'anni esibendosi in uno spettacolo a Rio intitolato As canções de Nana. Venne immesso sul mercato un cofanetto dal titolo Nana Caymmi - A dama da canção contenente diciotto CD con anche le sue primissime incisioni e registrazioni rare. In omaggio al padre Dorival, incise due CD; il primo nel 2013, intitolato Caymmi, la vedeva a fianco dei fratelli Danilo e Dori, e fu segnalato come Miglior disco di Música Popular Brasileira, e il secondo, dell'anno seguente, Caymmi centenário, in occasione dei cento anni dalla sua nascita. A quest'ultimo lavoro parteciparono anche Chico Buarque, Caetano Veloso e Gilberto Gil. Superati i problemi per i quali era stata ricoverata in ospedale, nel 2017 iniziò a registrare composizioni di Tito Madi, lavoro temporaneamente interrotto per la morte del cantante brasiliano e ripreso fino alla pubblicazione, nel 2019, di Nana Caymmi canta Tito Madi.
Nana Caymmi è morta nel 2025 per un'aritmia cardiaca. La cantante si trovava ricoverata in un ospedale di Rio de Janeiro da molti mesi.

## Discografia

### Album
- 1963 - Nana
- 1974 - Nana Caymmi
- 1975 - Nana Caymmi
- 1976 - Renascer
- 1977 - Atrás da porta
- 1979 - Nana Caymmi
- 1980 - Mudança dos ventos
- 1981 - E a gente nem deu nome
- 1983 - Voz e suor (Nana Caymmi e César Camargo Mariano)
- 1985 - Chora brasileira
- 1986 - Caymmi's grandes amigos. Nana, Dori e Danilo Caymmi (Nana Caymmi, Dori Caymmi e Danilo Caymmi)
- 1987 - Dori, Nana, Danilo e Dorival Caymmi - Ao vivo no Scala II (Dori Caymmi, Nana Caymmi, Danilo Caymmi e Dorival Caymmi)
- 1988 - Nana
- 1989 - Só louco (Nana Caymmi e Wagner Tiso)
- 1991 - Brasil MPB - Série academia brasileira de música - vol. 8 (Nana Caymmi)
- 1992 - Família Caymmi em Montreux (Família Caymmi)
- 1993 - Bolero
- 1994 - A noite do meu bem - As canções de Dolores Duran
- 1996 - Alma serena
- 1997 - No coração do rio
- 1998 - Resposta ao tempo
- 2000 - Sangre de mi alma
- 2001 - Desejo
- 2002 - O mar e o tempo
- 2004 - Para Caymmi, de Nana, Dori e Danilo (Nana Caymmi, Dori Caymmi e Danilo Caymmi)
- 2005 - Falando de amor (Família Caymmi & Família Jobim)
- 2007 - Quem inventou o amor
- 2009 - Sem poupar coração
- 2012 - Nana Caymmi - A dama da canção (box con 18 CD)
- 2013 - Caymmi (Nana Caymmi, Danilo Caymmi e Dori Caymmi)
- 2014 - Caymmi centenário
- 2019 - Nana Caymmi canta Tito Madi

### Raccolte
- 1984 - Nana Caymmi - Pérola
- 1989 - Nana Caymmi especial
- 1989 - Nana Caymmi - Série Performance
- 1993 - Nana Caymmi - Série 2 em Um
- 1994 - Nana Caymmi - Série Meus Momentos
- 1995 - Os Originais
- 1995 - O Talento de Nana Caymmi
- 1997 - Nana Caymmi - Série Meus Momentos vol. II
- 1998 - Nana Caymmi
- 1999 - Nana Caymmi - Os maiores sucessos de Novela
- 1999 - Meus momentos

### Partecipazioni
- 1964 - Caymmi visita Tom e leva seus filhos Nana, Dori e Danilo (Dorival Caymmi)
- 2009 - Lula, o filho do Brasil - Colonna sonora (Artisti Vari)
- 2009 - Caminho das Índias - Colonna sonora (Artisti Vari)
- 2011 - Insensato coração (Artisti Vari)[5]